# Косоворотка

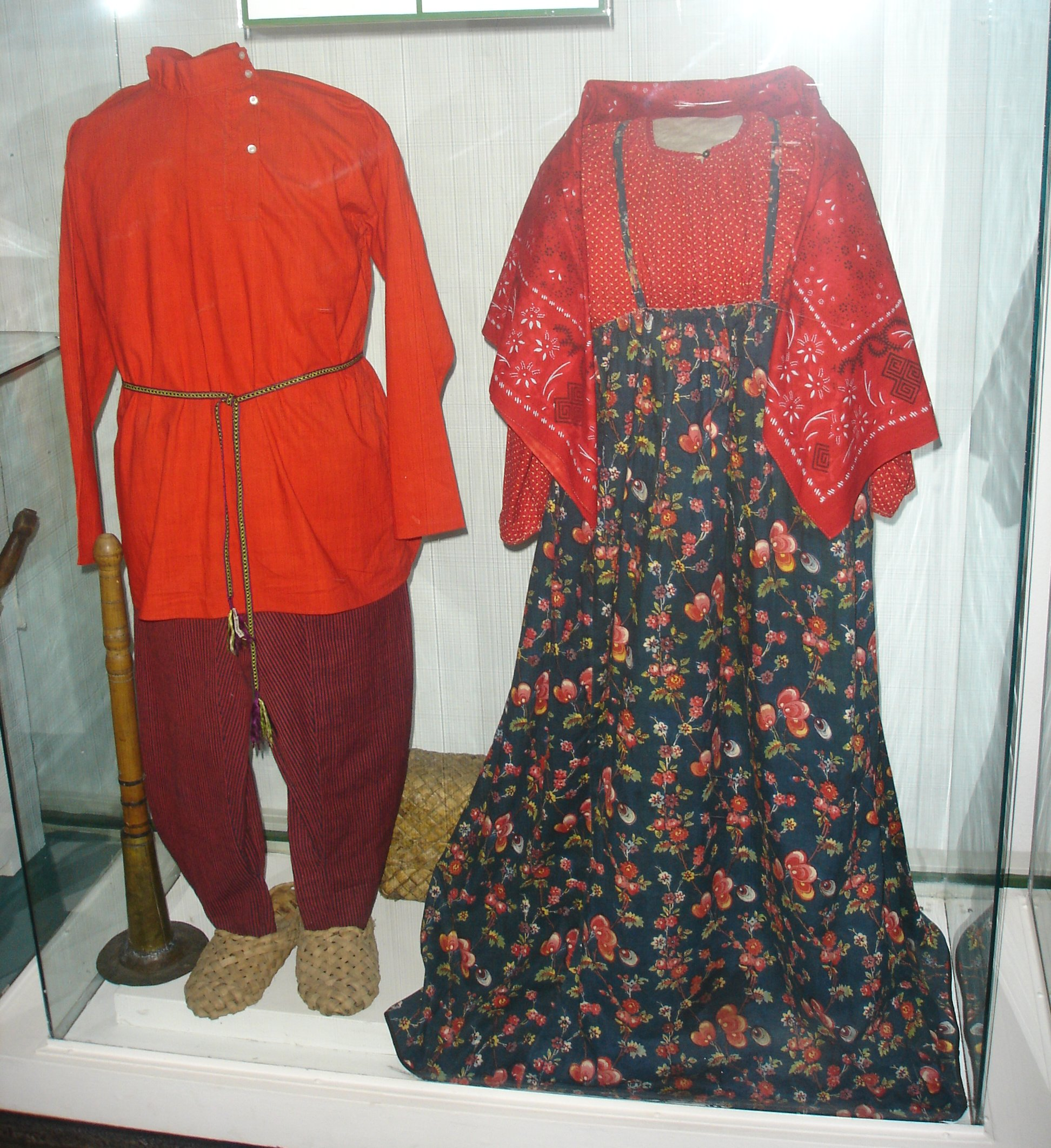
Російський костюм (1900)

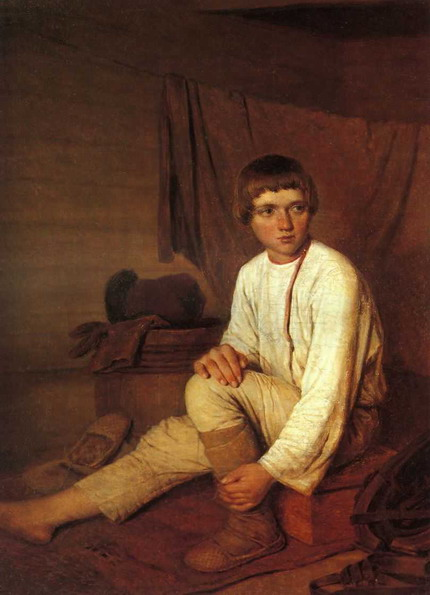
Селянський хлопчик у косоворотці (1820)

Косоворо́тка (рос. косоворотка) — російська народна чоловіча сорочка з косим коміром (рос. ворот). Має розріз збоку, а не посередині, як у звичайних сорочок; за версією історика Дмитра Лихачова, такий комір створений для того, щоб натільний хрест не випадав під час роботи. З'явилася на Московщині з часів татарської навали, а на думку Дмитра Зеленіна — не раніше XV століття. В Україні й Білорусі була невідома[джерело?]; замість неї носили вишиванку. У XIX столітті у Російській імперії витіснила традиційну російську сорочку з прямим розрізом на грудях, що використовувалася як святкова. Застібалася, зазвичай, ліворуч, або праворуч.
Полотняні косоворотки традиційно широко використовувалися в Росії в цивільному побуті, будучи аналогом російської чоловічої сорочки, а також як спідня солдатська білизна. Повсюдно зустрічалися сорочки з червоним тканням у клітинку й смужку. Вони були робочими і святковими, залежно від багатства обробки.
Косоворотки носили навипуск, не заправляючи в штани. Підперізувалися шовковим шнуровим поясом або тканим поясом з вовни. Пояс міг мати на кінцях китиці. Зав'язка пояса розташовувалася з лівого боку. Косоворотки шили з полотна, шовку, атласу. Іноді розшивали по рукавах, подолу, коміру. У приміщеннях (у трактирі, крамниці, будинку тощо) косоворотки носили з жилетом.
1880 року косоворотка стала основою для гімнастерки, яку вперше запровадили у російській армії в Туркестанському військовому окрузі: полотняну косоворотку, яку видавали солдатам для гімнастичних занять, кріпили погони і дозволили її носити разом з поясною і плечовою портупеєю в строю і поза строєм.